# Neritos flavomarginata
Neritos flavomarginata là một loài bướm đêm thuộc phân họ Arctiinae, họ Erebidae.